# Marte Engebrigtsen
Marte Engebrigtsen (* 4. Juli 1979) ist eine norwegische Schauspielerin, die sowohl auf der Bühne als auch im Film und Fernsehen aktiv ist.

## Karriere
Engebrigtsen absolvierte ihre Schauspielausbildung an der Statens teaterhøgskole (2004–2007) und ist seitdem eine feste Größe am Nationaltheatret in Oslo. Dort spielte sie in zahlreichen Produktionen, darunter Bianca in Othello, Asta Allmers in Lille Eyolf, Anna in Fortrolige samtaler (Hauptrolle, Regie: Liv Ullmann) und Kyra Hollis in Skylight. Zudem ist sie Mitautorin von und spielte in Reform 97.
Im Fernsehen ist sie vor allem durch ihre Rolle als Sofie in der Krimiserie Det tredje øyet (The Third Eye) bekannt, die von 2014 bis 2016 ausgestrahlt wurde. 
Im Kino war sie unter anderem zu sehen in Mars & Venus (2007), Good Night, Darling (2009) und Oslo-Stories: Liebe (2024), dem dritten Teil der Trilogie von Dag Johan Haugerud.

## Familie
Marte Engebrigtsen entstammt einer Künstlerfamilie. Ihre Urgroßmutter war die Schauspielerin Ada Kramm, die in den 1920er- und 1930er-Jahren in norwegischen Filmen mitwirkte.

## Filmografie (Auswahl)
- 2007: Mars & Venus
- 2009: Good Night, Darling
- 2010 Den unge Fleksnes
- 2014: Det tredje øyet
- 2019: The Birds
- 2024: Oslo-Stories: Liebe (Kjærlighet)